# Elle Me Contrôle
Elle me contrôle é o segundo single do álbum de estreia do cantor francês M. Pokora. A rapper francesa  Sweety (nome artístico de Peggy Nasso), para além de ter feito parte da equipe de composição da canção, também participa vocalmente na mesma.
A canção rendeu a M. Pokora um NRJ Music Award de "Melhor Canção Francófona do Ano" em 2006.
Em 2015, para comemorar os dez anos do lançamento do single, M. Pokora lançou uma nova versão do mesmo, intitulada "Elle me contrôle [Version 2015]". Nesta nova versão a participação vocal de Sweety é substituída pela de Tenny. A versão de 2015 de "Elle me contrôle" troca o R&B e o dancehall por ritmos tropicais, sendo descrita pela ChartsInFrance.net como uma "versão estival" do êxito de 2005.

## Álbuns & Faixas

### CD Single (Capa Verde)
1. "Elle me contrôle" (Part. Sweety)
2. "Showbiz (The Battle)" (Ao Vivo no Génération Rap/RnB 2 no Bercy)

### CD Single (Capa Vermelha)
1. "Elle me contrôle" (Part. Sweety)
2. "Elle me contrôle" (Videoclipe)

## Videoclipe
O videoclipe foi dirigido por Karim Ouaret e ganhou o NRJ Music Awards de "Melhor Videoclipe do Ano" em 2006.

## Desempenho

### Paradas
| Parada (2005)                     | Posição |
| --------------------------------- | ------- |
| Parada Belga (Valônia) de Singles | 11      |
| Parada Francesa de Singles        | 6       |
| Parada Suíça de Singles           | 23      |

| Parada (Final de 2005)            | Posição |
| --------------------------------- | ------- |
| Parada Belga (Valônia) de Singles | 52      |
| Parada Francesa Airplay           | 32      |
| Parada Francesa de Singles        | 59      |
| Airplay da TV Francesa            | 7       |

### Certificados
| País   | Certificação | Data                  | Vendas (Certificado) | Vendas (Geral) |
| ------ | ------------ | --------------------- | -------------------- | -------------- |
| França | Prata        | 1 de dezembro de 2005 | 125.000              | 109.050        |